# Cerol

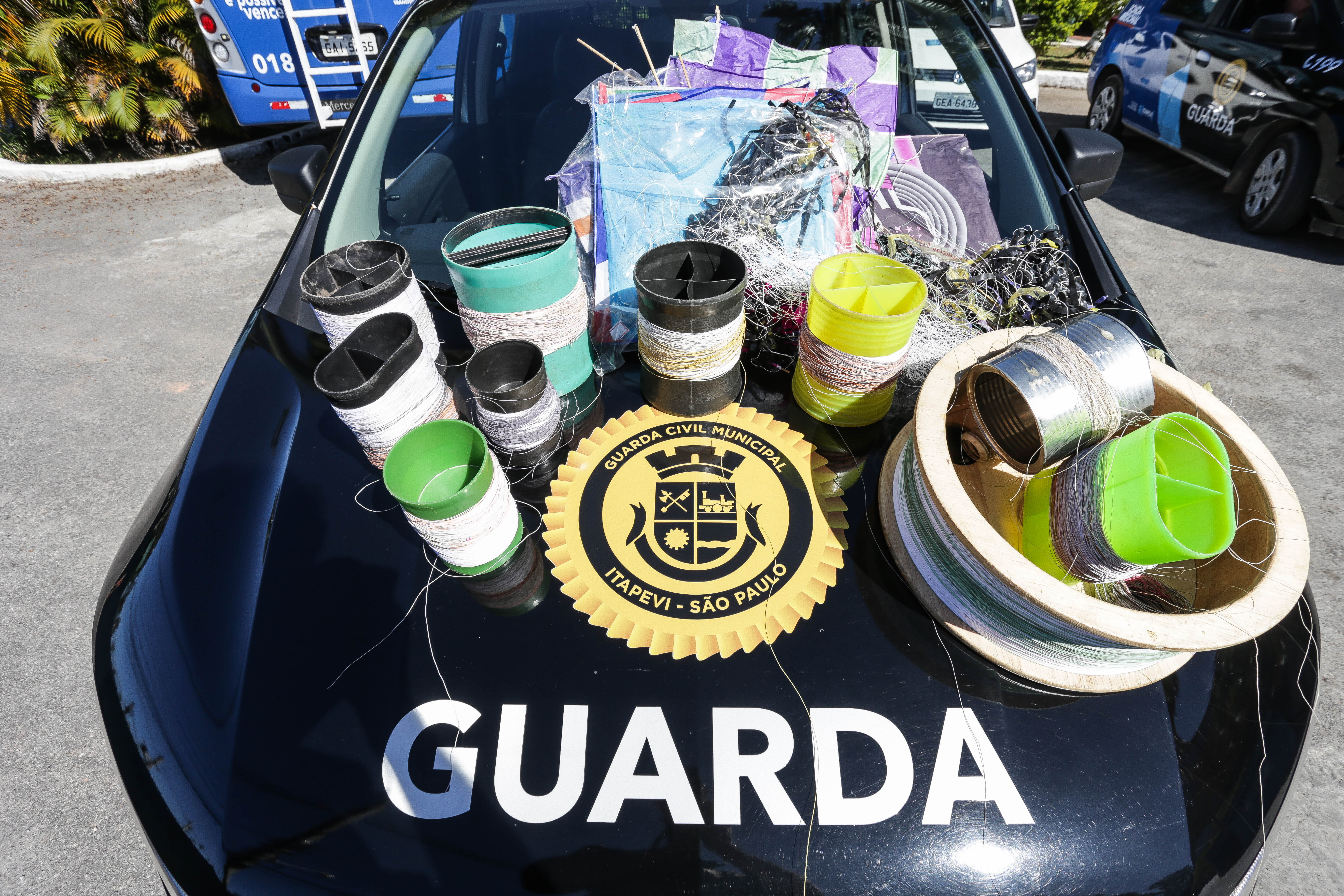
Apreensão de carreteis de linha de pipa com cerol no município brasileiro de Itapevi.

O cerol, também chamado de linha chilena, refere-se à  mistura de cola de sapateiro com vidro moído (ou limalha de ferro ou pó de quartzo) que é aplicada em linhas de pipas para cortar as linhas de outras pipas no ar, numa espécie de desafio com finalidade recreativa. O cerol é colocado diretamente na linha que será usada para empinar a pipa. A cola serve como aglomerante, enquanto o pó de vidro ou ferro serve como abrasivo. O resultado é uma linha extremamente cortante, que pode trazer riscos (inclusive de morte) para quem aplica e para quem usa a linha com cerol. Além disso, as linhas com cerol trazem riscos para a vida selvagem (em especial pássaros), para pedestres, ciclistas, motociclistas, motoristas de carros conversíveis e aeronaves. No Brasil, as atividades envolvendo o cerol têm seu ápice nos meses de janeiro, fevereiro, junho, julho e agosto, meses que correspondem aos períodos de férias escolares, onde é bem maior o número de realizações de batalhas entre as crianças e adolescentes para disputar quem consegue cortar a linha da pipa do adversário.

## Composição
O cerol tradicional é uma mistura de pó de vidro (normalmente de bulbos de lâmpadas) com cola, porém existem também varias modificações do cerol. Uma delas é substituir o vidro por pó de ferro, que é facilmente adquirido em serralherias. Por causa da presença do ferro, as linhas impregnadas com esta variante de cerol conduzem a eletricidade, bastando um único contato da linha com os fios de alta tensão para que a pessoa seja eletrocutada. Mesmo sendo perigosa, a mistura com pó de ferro ainda é utilizada, porém em menor quantidade de que a mistura feita com vidro.

## Acidentes
Muitos acidentes fatais ocorrem com motociclistas e ciclistas que passam por áreas onde crianças e adolescentes empinam pipas. Geralmente, nos casos fatais, é o pescoço do motociclista, ciclista ou pedestre que entra em contato com a linha de pipa com cerol. São, também, vítimas do cerol: aeronaves, pedestres,paraquedistas, skatistas e outros. Atualmente, em alguns municípios brasileiros, existem leis que proíbem o seu uso e venda. O vendedor de cerol pode ser preso, além de pagar multa.
A Guarda Municipal de Belo Horizonte tem realizado uma campanha junto as escolas e UMEI's sobre o uso de linha chilena e cerol, pois sua utilização é considerada um crime.

## Crime
Embora possa parecer simples diversão o uso do cerol ou linha chilena, tal ato pode ser considerado delito, capitulado nos artigos 129, 132 e 278 do Código Penal Brasileiro, além do artigo 37 da Lei das Contravenções Penais, o que pode acarretar a responsabilização penal do usuário ou de seu responsável, sem prejuízo da recomposição de eventuais danos causados a terceiros (que é a responsabilidade civil pelo ato lesivo).